# Molmerswende
Molmerswende este o comună în Sachsen-Anhalt, Germania.

## Personalități născute aici
- Gottfried August Bürger (1748 - 1794), poet.

|Stand             = 2006-12-31
|PLZ               = 06543
|Vorwahl           = 034779
|Kfz               = MSH
|Gemeindeschlüssel = 15 0 87 290